# أولكسندر دياتشينكو
أولكسندر دياتشينكو (بالأوكرانية: Дяченко Олександр Андрійович)‏ هو لاعب كرة قدم أوكراني في مركز حراسة المرمى، ولد في 1 مارس 1994 في كييف في أوكرانيا. شارك مع منتخب أوكرانيا تحت 17 سنة لكرة القدم. أما مع النوادي، فقد لعب مع نادي كارباتي لفيف.